# لی کلیفورد
لی کلیفورد (به انگلیسی: Leigh Clifford) (زاده ۱۹۴۸) کارآفرین، بازرگان و مدیر ارشد اجرایی استرالیایی است، که در حال حاضر به‌عنوان رییس هیئت مدیره شرکت‌های کانتاس و بچتل فعالیت می‌کند.